# Mérték (matematika)
A mérték egy függvény, ami egy adott halmaz részhalmazaihoz egy számot rendel. A mindennapi életben például ilyen mérték lehet a hossz, a terület, a térfogat vagy a valószínűség.
A mérték az integrál fogalmát általánosítja.
A mértékelmélet a valós analízis egyik ága, amely a halmazok mérhetőségével foglalkozik. Fontos szerepet tölt be a valószínűségszámításban és a statisztikában.

## Formális definíció
A mérték egy {\displaystyle \mu :\Sigma \to [0,\infty ]} függvény, ahol {\displaystyle \Sigma } egy X halmaz feletti σ-algebra, ami kielégíti az alábbi feltételeket:
- Az üres halmaz mértéke nulla:

{\displaystyle \mu (\varnothing )=0;}
- σ-additivitás: ha E1, E2, E3, … egy páronként diszjunkt, megszámlálható halmazsorozat {\displaystyle \Sigma }-ban, akkor

{\displaystyle \mu \left(\bigcup _{i=1}^{\infty }E_{i}\right)=\sum _{i=1}^{\infty }\mu (E_{i}).}
Az {\displaystyle (X,\Sigma ,\mu )} hármast nevezik mértéktérnek, és {\displaystyle \Sigma } elemeit pedig mérhető halmazoknak.

## Tulajdonságok

### Monotonitás
μ monoton, vagyis ha E1 és E2 mérhető halmazok, és E1 ⊆ E2, akkor μ(E1) ≤ μ(E2).

### Végtelen sok mérhető halmaz uniójának mértéke
Ha E1, E2, E3, … egy megszámlálható halmazsorozat Σ-ban, akkor
{\displaystyle \mu \left(\bigcup _{i=1}^{\infty }E_{i}\right)\leq \sum _{i=1}^{\infty }\mu (E_{i})}.
Ha E1, E2, E3, … mérhető halmazok és En részhalmaza En+1-nek minden n-re, akkor az Ei halmazok uniója is mérhető, és
{\displaystyle \mu \left(\bigcup _{i=1}^{\infty }E_{i}\right)=\lim _{i\to \infty }\mu (E_{i})}.

### Végtelen sok mérhető halmaz metszetének mértéke
Ha E1, E2, E3, … mérhető halmazok és minden n-re En+1 részhalmaza En-nek, akkor az En halmazok metszete is mérhető; illetve, ha legalább egy En halmaz mértéke véges, akkor
{\displaystyle \mu \left(\bigcap _{i=1}^{\infty }E_{i}\right)=\lim _{i\to \infty }\mu (E_{i})}.
Ez a tulajdonság nem teljesül, ha nem tesszük fel, hogy legalább egy halmaz mértéke véges, ugyanis legyen minden n ∈ N esetén
{\displaystyle E_{n}=[n,\infty )\subseteq \mathbb {R} }
Ekkor minden halmaz végtelen mértékű, de a metszetük üres.

## Példák
- Lebesgue-mérték
- Számlálómérték
- Dirac-mérték